# Megaselia flavistola
Megaselia flavistola är en tvåvingeart som beskrevs av Borgmeier 1967. Megaselia flavistola ingår i släktet Megaselia och familjen puckelflugor. Inga underarter finns listade i Catalogue of Life.